# Richard Mellon Scaife
Richard Mellon Scaife (/skeɪf/; 3 de juliol de 1932 - 4 de juliol de 2014) va ser un multimilionari estatunidenc, hereu principal de la fortuna de la banca, el petroli i l'alumini de Mellon, i el propietari i editor de la Pittsburgh Tribune-Review. El 2005, Scaife va ser el número 238 de la llista Forbes 400, amb una fortuna personal estimada de 1.200 milions de dòlars. El 2013, Scaife havia caigut al número 371 de la llista, amb una fortuna personal de 1.400 milions de dòlars.
Durant la seva vida, Scaife va ser conegut pel seu suport financer a organitzacions de polítiques públiques conservadores durant les últimes quatre dècades. Va donar suport a causes conservadores i llibertàries als Estats Units, principalment a través de les fundacions privades i sense ànim de lucre que controlava: la Fundació Sarah Scaife, la Fundació Carthage i la Fundació Allegheny, i fins al 2001, la Fundació de la Família Scaife, ara controlada pel fill David.